# Pierre Vallerie
Le général Pierre Joseph Marie Anne Vallerie est un militaire et résistant français né le 7 janvier 1903 à Rennes et mort le 15 juillet 1988 à Saint-Malo.

## Carrière
Saint-Cyrien, il fit partie de la promotion du Souvenir (1921-1923).
Il est diplômé docteur en droit en 1934, à la suite de sa soutenance de thèse portant sur les modalités et les conséquences de la pénétration militaire au Maroc, publiée chez Domat-Montchrestien,.
Il devint contrôleur général de 1re classe de l'Armée puis contrôleur général, il dirige le Secrétariat général pour l'administration (SGA) de 1945 à 1950. Le 17 novembre 1950, il est nommé secrétaire général honoraire du Ministère de la Défense nationale.

## Engagement politique et associatif
Il fut élu membre de la Société d'Histoire et d'Archéologie de l'Arrondissement de Saint-Malo en 1959. Il était alors domicilié au 39, avenue Rapp, Paris 7e. Son frère, le colonel Gustave Henri Vallerie était alors membre de la même Société. Ce dernier avait été élève de Saint-Maixent.
Il fut par ailleurs président de l'Association Bretonne de 1968 à 1972 et membre du Poellgor (comité directeur) de la Gorsedd de Bretagne.
Après avoir pris sa retraite, il fut investi en politique à l'échelle locale et fut à ce titre premier adjoint au maire de Saint-Malo de 1967 à 1977,, pendant le mandat de Marcel Planchet.

## Vie privée
Fils de Pierre Vallerie, greffier au tribunal de première instance de Rennes, officier d'administration de 1re classe, chevalier de la Légion d'honneur, il épousa en 1928 Simone Cavalan, fille d'Eugène Cavalan et Louise Petauton, propriétaires du grand magasin morlaisien Au Bon Accueil. Par son épouse, il est un cousin germain de Léon Clerc, père de Yann Clerc, secrétaire général de la rédaction du Figaro. 
Il fut le père de l'historien breton Erwan Vallerie et le beau-père de l'architecte breton Pierre Lemoine. Ses deux frères étaient aussi militaires : le colonel Henri Vallerie, était issu de l'école militaire de Saint-Maixent, tandis que le chef de bataillon Bernard Vallerie était saint-cyrien (promotion Veille du Drapeau). 
Il se retire définitivement au début des années 1960 à Saint-Malo et y mourut dans sa propriété, La Rochepiette, à Saint-Ideuc. La Rochepiette fut la propriété de Théodore Louis Bouvier des Touches (1775-1833), lieutenant-colonel de la Grande Armée puis de François Marie Duval à la fin du XIXe siècle, préfet de la Côte d'Or, conseiller d'État honoraire et officier de la Légion d'honneur.
Il fut un ami proche du général de division Henry Pasteur, initiateurs des pèlerinages militaires de Lourdes et du général Jean Regnault, issu de la promotion de la Croix du Drapeau (1913-1914).

## Distinctions
- Commandeur de la Légion d'honneur
- Ordre de Saint-Jean de Jérusalem